# Domaniów (Neder-Silezië)
Domaniów (Duits: Thomaskirch) is een dorp in de Poolse woiwodschap Neder-Silezië. De plaats maakt deel uit van de gemeente Domaniów en telt 5 370 inwoners.